# María Luisa Ledesma
María Luisa Ledesma Rubio (Saragossa, 1927- Saragossa, 1996) fou una historiadora espanyola que va destacar pels seus estudis i investigacions en història medieval, sent la seva especialitat les comunitats mudèjars i les ordres militars. És una autora referent per aquells que volen conèixer la història medieval d'Aragó.